# FNSラフ&ミュージック〜歌と笑いの祭典〜
『FNSラフ&ミュージック〜歌と笑いの祭典〜』（エフエヌエス ラフ アンド ミュージック うたとわらいのさいてん）は、フジテレビ系列（テレビ大分を除く）で2021年8月28日 18:30 - 23:10（JST）・8月29日 18:59 - 23:09（JST）に生放送された大型特別番組。

## 概要
番組テーマは「歌と笑いの融合」。
『FNS歌謡祭』や『ENGEIグランドスラム』などを放送する同局が、“音楽”と“お笑い”を融合して新たに制作した長時間生放送特別番組。
番組の構想が持ち上がったのは2020年末で、「コロナ禍の中で、ずっと家にいらっしゃる方が楽しみに待っているものが、“歌”と“笑い”だというのが明らかだったので、これが融合したお祭りであれば皆さんに楽しんでいただけるのではないか」というの考えのもとで方向性が決まり、2020年より新型コロナウイルス感染症拡大の影響で2年連続で放送中止の『FNS27時間テレビ』の代替番組として放送された。
2日間およそ9時間に渡り、さまざまなアーティストやお笑い芸人を迎えて、歌×ネタのスペシャルコラボ企画など、趣向を凝らした一大エンターテインメントショーを繰り広げた。なお、お笑いネタの出囃子と下げ囃子はDJ松永が担当した。
総合司会にはフジテレビに2021年4月に入社した小山内鈴奈、小室瑛莉子、竹俣紅の新人女性アナウンサー3人が抜擢されたが、入社5か月目にゴールデンタイムで新人アナウンサーが総合司会を務めるのは史上初である。新人アナウンサーによる総合司会に加え、2日間の通し出演者として松本人志（ダウンタウン）、中居正広、ナインティナイン、千鳥、アンタッチャブルの8人が出演。総合司会の3人と通し出演者の8人を合わせた11人が『最強MCイレブン』として番組を進行した。なお、松本人志とナインティナインが共演するのは『笑っていいとも! グランドフィナーレ 感謝の超特大号』（2014年3月31日放送・フジテレビ）以来約7年5ヶ月ぶりで、MCとして3人が共演するのはこれが初めてであり、中居正広とナインティナインが共演するのは『めちゃ2イケてるッ!』最終回（2018年3月31日放送・フジテレビ）以来約3年5ヶ月ぶりと、MCの顔合わせの珍しさが話題となった。
また、2日目（8月29日）の午前中には『松本・中居・ナイナイのラフ&ミュージック朝』も放送された（詳細は後述）。
世帯平均視聴率は第1夜（8月28日）が6.8%（18:30 - 19:00）→8.7%（19:00 - 23:10）、第2夜（8月29日）が9.2%であり、個人平均視聴率は第1夜が4.1%（18:30 - 19:00）→5.8%（19:00 - 23:10）、第2夜が6.0%であった（いずれもビデオリサーチ調べ、関東地区）。なお、第1夜の個人平均視聴率では横並びでトップだった。

## 出演者

### 最強MCイレブン
出演者出典：
総合司会
- 小山内鈴奈（フジテレビアナウンサー）[1]
- 小室瑛莉子（フジテレビアナウンサー）[1]
- 竹俣紅（フジテレビアナウンサー）[1]

キャプテン
- 松本人志（ダウンタウン）[1]

サポーター
- 中居正広[1]
- ナインティナイン（岡村隆史・矢部浩之）[1]

アシスタントサポーター
- 千鳥（大悟・ノブ）[9][注 7]
- アンタッチャブル（山崎弘也・柴田英嗣）[9]

### 天の声
- 伊藤利尋（フジテレビアナウンス室情報担当局次長）[注 8]

### 第1夜
アーティスト
- Awesome City Club
- 川崎鷹也
- 中島美嘉
- 乃木坂46
- 浜崎あゆみ
- 森高千里

お笑い芸人
- かまいたち
- 霜降り明星
- ナイツ
- 爆笑問題
- ハライチ
- フットボールアワー
- ミキ
- 見取り図
- ミルクボーイ

コラボ
- IMY（山崎育三郎、尾上松也、城田優）&どぶろっく
- GENERATIONS from EXILE TRIBE&マヂカルラブリー
- 森高千里&ロッチ

クセスゴ歌謡祭
- 秋山竜次、山本博（ロバート）
- 大村朋宏（トータルテンボス）&大村晴空
- 狩野英孝
- 加藤礼愛&久保田かずのぶ（とろサーモン）
- 佐久間一行
- 友近
- トレンディエンジェル
- 堀内健（ネプチューン） &オラキオ
- レイザーラモンRG&かみちぃ

TORIMAKI
- 秋山竜次（ロバート）
- 齋藤飛鳥（乃木坂46）
- 中島美嘉
- リポーター：山本賢太（フジテレビアナウンサー）

浜崎あゆみさんが愛してやまない 天才・奇才系芸人 神4
- くっきー!（野性爆弾）
- 粗品（霜降り明星）
- 大悟（千鳥）
- 山内健司（かまいたち）

- ハリウッドザコシショウ

### 第2夜
アーティスト
- EXILE
- Kis-My-Ft2
- さだまさし
- JO1
- 竹原ピストル
- DA PUMP
- 西川貴教（T.M.Revolution）
- 日向坂46

お笑い芸人
- EXIT
- サンドウィッチマン
- チョコレートプラネット
- 東京03
- バイきんぐ
- ハイヒール
- ゆりやんレトリィバァ

コラボ
- 西川貴教（T.M.Revolution）&AMEMIYA
- Toshl（X JAPAN）&美炎 -BIEN-（チョコレートプラネット、向井慧・菅良太郎（パンサー））

悪い顔ニュース
- 秋元真夏（乃木坂46）
- Kis-My-Ft2
- 中居正広
- 西川貴教
- ハリウッドザコシショウ
- 松本人志（ダウンタウン）
- キャスター：山本賢太（フジテレビアナウンサー）

リクエスト歌謡祭
- 清塚信也&稲田直樹（アインシュタイン）
- JO1
- DA PUMP
- 日向坂46

## 企画・コーナー

### 第1夜
TORIMAKI
生中継による第1夜の通し企画。全世界で配信されている秋山竜次（ロバート）の大人気コンテンツ『クリエイターズ・ファイルGOLD』のテレビスペシャルバージョン。秋山扮する日本で唯一の“取り巻き”のプロ・白木善次郎が、生放送中のフジテレビ内で、スタジオ入りするゲストアーティストを和ませたり、本番前の控室の雰囲気を盛り上げたりと、“取り巻き”の奥義を披露した。
直電!生ブッキング 明日来てくれませんか?
アンタッチャブルがコーナーMCを担当。ノブ（本田翼）、岡村（山田孝之）、矢部（蛍原徹）、中居（笑福亭鶴瓶）、松本（内村光良）がアポなしでそれぞれ自前のスマートフォンで芸能界の知人にいきなり生電話をしていき、第2夜の出演交渉を行った。※括弧内は生電話をした相手、太字は実際に第2夜に出演した者。
クセスゴ歌謡祭
千鳥がコーナーMCを担当。同局で放送されている『千鳥のクセがスゴいネタGP』の特別編として、同番組で好評を博している同名企画のスペシャルバージョン。おなじみの“クセスゴシンガー”が次々にVTRで登場し、自慢の歌ネタを披露。千鳥、松本や中居、ナインティナインらが、生放送のスタジオでVTRを見ながらネタを品評した。松本が最後にグランプリを発表し、日谷ヒロノリの『CHANGE』が受賞した。
第2夜オープニングアクト視聴者投票
アンタッチャブルがコーナーMCを担当。第1夜の放送中に『バイきんぐ西村の生テント立て』『サンドウィッチマン伊達の生初一輪車』『ハイヒールの厚底靴生50メートル走』『松本人志＆中居正広の生「YOUNG MAN」』の4候補で視聴者投票を行い、エンディングで決定したオープニングアクトを発表した。

### 第2夜
松本人志＆中居正広の生「YOUNG MAN」
第2夜のオープニングアクト。松本と中居が西城秀樹の「YOUNG MAN（Y.M.C.A.）」を生披露した。中居は2016年末のSMAP解散後、初の歌唱パフォーマンス披露となった。
悪い顔ニュース
チョコレートプラネットのYouTube企画「悪い顔選手権」のスペシャルバージョン。松本、中居らMC陣のほか、ゲストのアーティストやお笑い芸人が、それぞれ渾身の“悪い顔”で参戦。そのクオリティーを審査していく。
前日ブッキングゲスト
第1夜の「直電!生ブッキング 明日来てくれませんか?」にて生電話で出演交渉をした者のうち、笑福亭鶴瓶、山田孝之、本田翼、内村光良がそれぞれ出演。鶴瓶、山田、内村はそれぞれ1人ずつ登場しMC陣とトークコーナーを展開した。本田は個別のトークコーナーが設置されない形での出演となった。
リクエスト歌謡祭
アンタッチャブルがコーナーMCを担当。アーティストが番組からのリクエストを受けて、一夜限りの夢のパフォーマンスを披露する。本格派のヴォーカリストが登場し、CMソングやアニメ主題歌などを歌い上げる「名曲カバー」や、人気アーティストが他のグループの大ヒットダンスナンバーを“口パク”でパフォーマンスする「名曲リップシンク」などを放送した。
グランドフィナーレ
番組のラストは松本、中居をセンターにして「最強MCイレブン」全員で「コロナ禍の状況で、メッセージ性がある歌なので、“歌と笑いの融合”を目指した番組のエンディングにふさわしい曲」である「明日があるさ」を歌唱して、2日間に及ぶ放送に幕を閉じた。

## セットリスト
本項目ではお笑いネタを黒、楽曲パフォーマンスを白で表記する。

### 第1夜
- サプライズ企画として、ロッチのネタ「試着室」に中岡創一が憧れていた森高千里がサプライズで登場を果たした。司会陣と2組でトークを繰り広げた後、中岡は森高の「気分爽快」のパフォーマンスに応援としてステージ横で参加した[23][24]。
- ミルクボーイは浜崎あゆみについての漫才を披露。その後、浜崎あゆみは新曲「23rd Monster」をテレビ初披露し[25]、トークセッションでは松本人志とは『HEY!HEY!HEY! MUSIC CHAMP』最終回（2012年12月17日放送・フジテレビ）以来約8年8ヶ月ぶり、中居正広とは『SMAP×SMAP』の名物コーナー「BISTRO SMAP」（2013年4月8日放送・フジテレビ）以来約8年4ヶ月ぶりの共演となった[26]。
- コラボネタ企画として、どぶろっくと山崎育三郎、尾上松也、城田優による演劇ユニット「IMY」が『キングオブコント2019』の優勝ネタ「大きなイチモツをください」、マヂカルラブリーとGENERATIONS from EXILE TRIBEが『M-1グランプリ2020』の優勝ネタ「つり革」をそれぞれ披露した[27][28]。
- 番組内では、松本人志が「直電!生ブッキング 明日来てくれませんか?」にて内村光良（電話出演）、番組最後のトークにて爆笑問題と、それぞれ『笑っていいとも! グランドフィナーレ 感謝の超特大号』（2014年3月31日放送・フジテレビ）以来約7年5ヶ月ぶりの共演を果たし、大きな話題となった[29][30][31][32]。

| 順番 | アーティスト/芸人                                                                         | 楽曲/お笑いネタ                                                                           |
| --- | ----------------------------------------------------------------------------------------- | ----------------------------------------------------------------------------------------- |
| 1 | 千鳥                                                                                      | 和食屋                                                                                    |
| 2 | 霜降り明星                                                                                | ソロキャンプ                                                                              |
| 3 | 乃木坂46                                                                                  | 君に叱られた                                                                              |
| 4 | ミキ                                                                                      | 親が離婚したら                                                                            |
| トーク1 | トークゲスト：霜降り明星、乃木坂46、ミキ                                                  | トークゲスト：霜降り明星、乃木坂46、ミキ                                                  |
| TORIMAKI①（ゲスト:中島美嘉） |                                                                                           |                                                                                           |
| 5 | ハライチ                                                                                  | デート                                                                                    |
| 6 | ロッチ×森高千里                                                                           | 試着室                                                                                    |
| トーク2 | トークゲスト：ハライチ、ロッチ、森高千里                                                  | トークゲスト：ハライチ、ロッチ、森高千里                                                  |
| TORIMAKI②（ゲスト:齋藤飛鳥） |                                                                                           |                                                                                           |
| 7 | 森高千里                                                                                  | 気分爽快                                                                                  |
| 8 | 川崎鷹也                                                                                  | 魔法の絨毯                                                                                |
| 9 | かまいたち                                                                                | 友達                                                                                      |
| 10 | 見取り図                                                                                  | ミュージシャン                                                                            |
| 11 | どぶろっく × IMY                                                                          | 大きなイチモツをください                                                                  |
| トーク3 | トークゲスト：川崎鷹也、かまいたち、見取り図                                              | トークゲスト：川崎鷹也、かまいたち、見取り図                                              |
| TORIMAKI③ |                                                                                           |                                                                                           |
| 12 | ミルクボーイ                                                                              | あゆ                                                                                      |
| 13 | 浜崎あゆみ                                                                                | 23rd Monster                                                                              |
| トーク4 | トークゲスト：浜崎あゆみ、ミルクボーイ、くっきー!、粗品、山内健司、ハリウッドザコシショウ | トークゲスト：浜崎あゆみ、ミルクボーイ、くっきー!、粗品、山内健司、ハリウッドザコシショウ |
| 直電!生ブッキング 明日来てくれませんか? |                                                                                           |                                                                                           |
| クセスゴ歌謡祭（スタジオゲスト:堀内健、狩野英孝） \| セットリスト \| セットリスト \| セットリスト \| \| 順番 \| アーティスト \| タイトル \| \| ------------ \| --------------------------------------- \| ------------------------------------ \| \| 1 \| EIKO \| ドラえもんのうた \| \| 2 \| 友近 \| タテトティの歌〜三日月〜 (絢香) \| \| 3 \| 加藤礼愛×久保田かずのぶ (とろサーモン) \| うっせぇわ \| \| 4 \| 天山広吉&本間朋晃 \| 青いイナズマ \| \| 5 \| トレンディエンジェル \| セニョール斎藤 モノマネSHOW \| \| 6 \| リュージ \| 植物 \| \| 7 \| レイザーラモンRG&かみちぃ(ジェラードン) \| Dynamite/BTSに乗せて松本人志あるある \| \| 8 \| 大村朋宏(トータルテンボス)×息子・晴空 \| 切実 (covering「白日」King Gnu) \| \| 9 \| 堀内健(ネプチューン) \| リーゼントポリスの防犯キャンペーン \| \| 10 \| 日谷ヒロノリ \| CHANGE \| |                                                                                           |                                                                                           |
| 14 | マヂカルラブリー × GENERATIONS from EXILE TRIBE                                           | つり革                                                                                    |
| 15 | GENERATIONS from EXILE TRIBE                                                              | Make Me Better                                                                            |
| 16 | ナイツ                                                                                    | それが大事                                                                                |
| 17 | Awesome City Club                                                                         | 勿忘                                                                                      |
| トーク4 | トークゲスト：GENERATIONS from EXILE TRIBE、マヂカルラブリー                              | トークゲスト：GENERATIONS from EXILE TRIBE、マヂカルラブリー                              |
| トーク5 | トークゲスト：Awesome City Club、ナイツ                                                   | トークゲスト：Awesome City Club、ナイツ                                                   |
| 第2夜 オープニングアクト 視聴者投票 |                                                                                           |                                                                                           |
| 18 | フットボールアワー                                                                        |                                                                                           |
| 19 | 中島美嘉                                                                                  | ORION                                                                                     |
| 20 | 爆笑問題                                                                                  |                                                                                           |
| トーク6 | トークゲスト：フットボールアワー、中島美嘉、爆笑問題                                      | トークゲスト：フットボールアワー、中島美嘉、爆笑問題                                      |
| 第2夜 オープニングアクト 視聴者投票 結果発表 |                                                                                           |                                                                                           |
| セットリスト |                                                                                           |                                                                                           |
| 順番 | アーティスト                                                                              | タイトル                                                                                  |
| 1 | EIKO                                                                                      | ドラえもんのうた                                                                          |
| 2 | 友近                                                                                      | タテトティの歌〜三日月〜 (絢香)                                                           |
| 3 | 加藤礼愛×久保田かずのぶ (とろサーモン)                                                    | うっせぇわ                                                                                |
| 4 | 天山広吉&本間朋晃                                                                         | 青いイナズマ                                                                              |
| 5 | トレンディエンジェル                                                                      | セニョール斎藤 モノマネSHOW                                                               |
| 6 | リュージ                                                                                  | 植物                                                                                      |
| 7 | レイザーラモンRG&かみちぃ(ジェラードン)                                                   | Dynamite/BTSに乗せて松本人志あるある                                                      |
| 8 | 大村朋宏(トータルテンボス)×息子・晴空                                                     | 切実 (covering「白日」King Gnu)                                                           |
| 9 | 堀内健(ネプチューン)                                                                      | リーゼントポリスの防犯キャンペーン                                                        |
| 10 | 日谷ヒロノリ                                                                              | CHANGE                                                                                    |

### 第2夜
- コラボネタ企画として、AMEMIYAと西川貴教はAMEMIYAの代表曲「冷やし中華はじめました」の替え歌でダウンタウンへの思いを叫んだ「人生180度変わりました」、美炎 -BIEN-とToshlは美炎 -BIEN-の代表曲「鼻吹雪」をそれぞれ披露した[33]。また、美炎 -BIEN-がネタを披露している『有吉の壁』（日本テレビ）の公式Twitterも番組のハッシュタグとともに「壁には壁はありません」と他局の番組ながら番組でのパフォーマンスに反応した[34]。
- EXITは好きなジブリ映画をEXILEが所属するLDHの事柄に変換していく漫才を披露。その後、EXILEはEXITからのリクエスト曲として2005年にリリースした「EXIT」と新曲「One Nation」を披露した[35]。
- 番組後半には、前日の第1夜で松本人志が生電話で出演交渉をした内村光良が出演し、『笑っていいとも! グランドフィナーレ 感謝の超特大号』以来、約7年5ヶ月ぶりに松本と内村が顔を合わせた[注 13][22][36][37]。また、『夢で逢えたら』（松本・内村）、『夢がMORI MORI』（中居）、『めちゃ×2モテたいッ!』（ナインティナイン）と、1990年代にフジテレビの土曜23時台後半枠の番組を担当してきた出演者が顔を合わせた場ともなった[38]。

| 順番 | アーティスト/芸人                                                | 楽曲/お笑いネタ                                                  |
| --- | ---------------------------------------------------------------- | ---------------------------------------------------------------- |
| OPアクト | 松本人志&中居正広                                                | YOUNG MAN (Y.M.C.A.)                                             |
| 1 | アンタッチャブル                                                 | 同窓会                                                           |
| 2 | チョコレートプラネット                                           | カレー店                                                         |
| 3 | 日向坂46                                                         | 君しか勝たん                                                     |
| トーク1 | トークゲスト：チョコレートプラネット、日向坂46                   | トークゲスト：チョコレートプラネット、日向坂46                   |
| 悪い顔ニュース①（ゲスト:Kis-My-Ft2、秋元真夏） |                                                                  |                                                                  |
| 4 | ゆりやんレトリィバァ                                             | 落ち着かせる女                                                   |
| 5 | Kis-My-Ft2                                                       | A10TION                                                          |
| トーク2 | トークゲスト：Kis-My-Ft2、ゆりやんレトリィバァ                   | トークゲスト：Kis-My-Ft2、ゆりやんレトリィバァ                   |
| 6 | AMEMIYA×西川貴教                                                 | 人生180度 変わりました                                           |
| 前日ブッキングゲスト 笑福亭鶴瓶 |                                                                  |                                                                  |
| 7 | EXIT                                                             | ジブリ映画                                                       |
| 8 | EXILE                                                            | EXIT One Nation                                                  |
| トーク3 | トークゲスト：EXILE、EXIT                                        | トークゲスト：EXILE、EXIT                                        |
| 前日ブッキングゲスト 山田孝之 |                                                                  |                                                                  |
| 9 | サンドウィッチマン                                               | 救急車                                                           |
| 10 | バイきんぐ                                                       | 写真                                                             |
| 11 | Toshl×美炎 -BIEN-                                                | 鼻吹雪                                                           |
| トーク4 | トークゲスト：バイきんぐ、サンドウィッチマン、Toshl、美炎 -BIEN- | トークゲスト：バイきんぐ、サンドウィッチマン、Toshl、美炎 -BIEN- |
| 悪い顔ニュース②（ゲスト:西川貴教、中居正広） |                                                                  |                                                                  |
| 前日ブッキングゲスト 本田翼 |                                                                  |                                                                  |
| トーク5 | トークゲスト：さだまさし、サンドウィッチマン、Toshl、北山宏光    | トークゲスト：さだまさし、サンドウィッチマン、Toshl、北山宏光    |
| 12 | さだまさし                                                       | 道化師のソネット                                                 |
| リクエスト歌謡祭 \| セットリスト \| セットリスト \| セットリスト \| \| 順番 \| アーティスト \| リクエスト曲 \| \| ------------ \| ----------------- \| ---------------------------------- \| \| 1 \| 日向坂46[注 16] \| Butter／BTS \| \| 2 \| JO1 \| おどるポンポコリン／B.B.クィーンズ \| \| 3 \| 稲田直樹×清塚信也 \| ドライフラワー／優里 \| \| 4 \| DA PUMP \| サザエさん／宇野ゆう子 \| |                                                                  |                                                                  |
| 13 | 東京03                                                           | セカンドプロポーズ                                               |
| 14 | JO1                                                              | REAL                                                             |
| トーク6 | トークゲスト：東京03、JO1、竹原ピストル                          | トークゲスト：東京03、JO1、竹原ピストル                          |
| 15 | 竹原ピストル                                                     | 今宵もかろうじて歌い切る                                         |
| 前日ブッキングゲスト 内村光良 |                                                                  |                                                                  |
| 悪い顔ニュース③ (ゲスト:ハリウッドザコシショウ、松本人志) |                                                                  |                                                                  |
| 16 | DA PUMP                                                          | 紡 -TSUMUGI-                                                     |
| 17 | 西川貴教                                                         | HIGH PRESSURE                                                    |
| 18 | ハイヒール                                                       |                                                                  |
| トーク7 | トークゲスト：西川貴教、DA PUMP、ハイヒール                      | トークゲスト：西川貴教、DA PUMP、ハイヒール                      |
| フィナーレ | 最強MCイレブン                                                   | 明日があるさ                                                     |
| セットリスト |                                                                  |                                                                  |
| 順番 | アーティスト                                                     | リクエスト曲                                                     |
| 1 | 日向坂46                                                         | Butter／BTS                                                      |
| 2 | JO1                                                              | おどるポンポコリン／B.B.クィーンズ                               |
| 3 | 稲田直樹×清塚信也                                                | ドライフラワー／優里                                             |
| 4 | DA PUMP                                                          | サザエさん／宇野ゆう子                                           |

## 松本・中居・ナイナイのラフ&ミュージック朝
当番組の2日目の午前中に当たる、2021年8月29日（日曜日）10:00 - 11:15（JST）には、『松本・中居・ナイナイのラフ&ミュージック朝』を放送した。第1夜の生放送終了後に松本・中居・ナイナイが集結して、第1夜の名場面をトークで振り返ったり、4人の印象に残ったパフォーマンスをVTRでプレイバックし、本番の舞台裏も放送された。また、同日の夜に放送される第2夜の見どころも紹介された。第1夜の事後番組と第2夜の事前番組が合併した特別番組となった。ローカルセールス枠での放送のため、通常松本が同時間帯に出演の『ワイドナショー』のネット局より、テレビ大分（本編両日とも非ネットのため）・沖縄テレビは非ネット。世帯平均視聴率は4.8%、個人平均視聴率は2.5%であった。
また、放送直前の事前番組として『松本・中居・ナイナイの今週末はラフ&ミュージック』も同年8月24日・8月25日・8月26日・8月27日 0:30 - 0:40、8月28日 1:00 - 1:10に5日間にわたって深夜帯にフジテレビ他一部系列局にて放送された。

## ネット局
| 放送対象地域   | 放送局                    | 系列                                         | 第1夜                             | ラフ＆ミュージック朝              | 第2夜                                       |
| -------------- | ------------------------- | -------------------------------------------- | --------------------------------- | --------------------------------- | ------------------------------------------- |
| 関東広域圏     | フジテレビ（CX）          | フジテレビ系列                               | 2021年8月28日（土） 18:30 - 23:10 | 2021年8月29日（日） 10:00 - 11:15 | 2021年8月29日（日） 18:59 - 23:09           |
| 北海道         | 北海道文化放送（uhb）     | フジテレビ系列                               | 2021年8月28日（土） 18:30 - 23:10 | 2021年8月29日（日） 10:00 - 11:15 | 2021年8月29日（日） 18:59 - 23:09           |
| 岩手県         | 岩手めんこいテレビ（mit） | フジテレビ系列                               | 2021年8月28日（土） 18:30 - 23:10 | 2021年8月29日（日） 10:00 - 11:15 | 2021年8月29日（日） 18:59 - 23:09           |
| 宮城県         | 仙台放送（OX）            | フジテレビ系列                               | 2021年8月28日（土） 18:30 - 23:10 | 2021年8月29日（日） 10:00 - 11:15 | 2021年8月29日（日） 18:59 - 23:09           |
| 秋田県         | 秋田テレビ（AKT）         | フジテレビ系列                               | 2021年8月28日（土） 18:30 - 23:10 | 2021年8月29日（日） 10:00 - 11:15 | 2021年8月29日（日） 18:59 - 23:09           |
| 山形県         | さくらんぼテレビ（SAY）   | フジテレビ系列                               | 2021年8月28日（土） 18:30 - 23:10 | 2021年8月29日（日） 10:00 - 11:15 | 2021年8月29日（日） 18:59 - 23:09           |
| 福島県         | 福島テレビ（FTV）         | フジテレビ系列                               | 2021年8月28日（土） 18:30 - 23:10 | 2021年8月29日（日） 10:00 - 11:15 | 2021年8月29日（日） 18:59 - 23:09           |
| 新潟県         | NST新潟総合テレビ（NST）  | フジテレビ系列                               | 2021年8月28日（土） 18:30 - 23:10 | 2021年8月29日（日） 10:00 - 11:15 | 2021年8月29日（日） 18:59 - 23:09           |
| 長野県         | 長野放送（NBS）           | フジテレビ系列                               | 2021年8月28日（土） 18:30 - 23:10 | 2021年8月29日（日） 10:00 - 11:15 | 2021年8月29日（日） 18:59 - 23:09           |
| 静岡県         | テレビ静岡（SUT）         | フジテレビ系列                               | 2021年8月28日（土） 18:30 - 23:10 | 2021年8月29日（日） 10:00 - 11:15 | 2021年8月29日（日） 18:59 - 23:09           |
| 富山県         | 富山テレビ（BBT）         | フジテレビ系列                               | 2021年8月28日（土） 18:30 - 23:10 | 2021年8月29日（日） 10:00 - 11:15 | 2021年8月29日（日） 18:59 - 23:09           |
| 石川県         | 石川テレビ（ITC）         | フジテレビ系列                               | 2021年8月28日（土） 18:30 - 23:10 | 2021年8月29日（日） 10:00 - 11:15 | 2021年8月29日（日） 18:59 - 23:09           |
| 福井県         | 福井テレビ（FTB）         | フジテレビ系列                               | 2021年8月28日（土） 18:30 - 23:10 | 2021年8月29日（日） 10:00 - 11:15 | 2021年8月29日（日） 18:59 - 23:09           |
| 中京広域圏     | 東海テレビ（THK）         | フジテレビ系列                               | 2021年8月28日（土） 18:30 - 23:10 | 2021年8月29日（日） 10:00 - 11:15 | 2021年8月29日（日） 18:59 - 23:09           |
| 近畿広域圏     | 関西テレビ（KTV）         | フジテレビ系列                               | 2021年8月28日（土） 18:30 - 23:10 | 2021年8月29日（日） 10:00 - 11:15 | 2021年8月29日（日） 18:59 - 23:09           |
| 島根県・鳥取県 | さんいん中央テレビ（TSK） | フジテレビ系列                               | 2021年8月28日（土） 18:30 - 23:10 | 2021年8月29日（日） 10:00 - 11:15 | 2021年8月29日（日） 18:59 - 23:09           |
| 岡山県・香川県 | 岡山放送（OHK）           | フジテレビ系列                               | 2021年8月28日（土） 18:30 - 23:10 | 2021年8月29日（日） 10:00 - 11:15 | 2021年8月29日（日） 18:59 - 23:09           |
| 広島県         | テレビ新広島（tss）       | フジテレビ系列                               | 2021年8月28日（土） 18:30 - 23:10 | 2021年8月29日（日） 10:00 - 11:15 | 2021年8月29日（日） 18:59 - 23:09           |
| 愛媛県         | テレビ愛媛（EBC）         | フジテレビ系列                               | 2021年8月28日（土） 18:30 - 23:10 | 2021年8月29日（日） 10:00 - 11:15 | 2021年8月29日（日） 18:59 - 23:09           |
| 高知県         | 高知さんさんテレビ（KSS） | フジテレビ系列                               | 2021年8月28日（土） 18:30 - 23:10 | 2021年8月29日（日） 10:00 - 11:15 | 2021年8月29日（日） 18:59 - 23:09           |
| 福岡県         | テレビ西日本（TNC）       | フジテレビ系列                               | 2021年8月28日（土） 18:30 - 23:10 | 2021年8月29日（日） 10:00 - 11:15 | 2021年8月29日（日） 18:59 - 23:09           |
| 佐賀県         | サガテレビ（STS）         | フジテレビ系列                               | 2021年8月28日（土） 18:30 - 23:10 | 2021年8月29日（日） 10:00 - 11:15 | 2021年8月29日（日） 18:59 - 23:09           |
| 長崎県         | テレビ長崎（KTN）         | フジテレビ系列                               | 2021年8月28日（土） 18:30 - 23:10 | 2021年8月29日（日） 10:00 - 11:15 | 2021年8月29日（日） 18:59 - 23:09           |
| 熊本県         | テレビ熊本（TKU）         | フジテレビ系列                               | 2021年8月28日（土） 18:30 - 23:10 | 2021年8月29日（日） 10:00 - 11:15 | 2021年8月29日（日） 18:59 - 23:09           |
| 宮崎県         | テレビ宮崎（UMK）         | フジテレビ系列 日本テレビ系列 テレビ朝日系列 | 2021年8月28日（土） 18:30 - 23:10 | 2021年8月29日（日） 10:00 - 11:15 | 2021年8月30日（月） 1:00 - 5:10（29日深夜） |
| 鹿児島県       | 鹿児島テレビ（KTS）       | フジテレビ系列                               | 2021年8月28日（土） 18:30 - 23:10 | 2021年8月29日（日） 10:00 - 11:15 | 2021年8月29日（日） 18:59 - 23:09           |
| 沖縄県         | 沖縄テレビ（OTV）         | フジテレビ系列                               | 2021年8月28日（土） 18:30 - 23:10 | 非ネット                          | 2021年8月29日（日） 18:59 - 23:09           |

## スタッフ
- 企画：佐々木将
- 構成：町田裕章、樅野太紀、中藤洋、水野守啓、安齋友朗
- TP/SW：斉藤伸介
- TD：馬塲義土、勝村信之
- SW：長尾康平、河西純
- CAM：高瀬和彦、中野誠也、矢代祐一
- VE：杉本雄亮、関口貴久、高橋正直
- AUD：日置健太郎、吉永哲也、高橋幸則
- 照明：小林敦洋、黒井宏行、紙透貴仁、根本進
- 美術制作：三竹寛典
- デザイン：永井達也、邨山直也
- アートコーディネーター：鈴木真吾、鈴木あみ
- 大道具：杉本孝宏、宮路博貴
- 装飾：乾川太志
- アクリル装飾：稲垣雄二、加藤徳格
- 電飾：桑島亮太、平野寛
- 持道具：土屋洋子
- アートフレーム：坂脇伸吾
- 生花装飾：荒川直史
- 植木装飾：広田明
- 視覚効果：倉谷美奈絵
- ファイバーワーク：中川祐花
- 衣裳：林春来
- メイク：山田かつら
- スタイリスト：高堂のりこ
- タイトルCG：古畑資展
- CG編集：渡辺之雄
- CG：西野孝夫、宮下幸恵
- 編集：渕真悟、奥山修
- MA：木村亮允
- 音響効果：中田圭三、野呂楓子、笠松広司、千本洋
- 技術協力：fmt、共テレ、ニューテレス、サンフォニックス、田中電設工業、明光セレクト、IMAGICA、デジデリック、MULTI BACKS、4-Legs、Roppongi-Lab
- 協力：FCC、SPINGLASS
- 編成：春名剛生、長嶋大介、前田泰成、加藤愛理
- 広報：高橋慶哉、飯泉英一郎
- 営業推進部：佐藤三保子、安部花恵
- TK：槇加奈子、海老澤廉子、平野美紀子、水越理恵
- 制作協力：吉本興業
- デスク：藤田冴子、鈴木桂子、富張明子、市川亜希、後藤沙都実、山崎尚美
- FD：井上美由、木村浩輝、松舘ちひろ、井上拓也
- 制作P：相場優衣子、倉科知美、橋本苑香
- ディレクター：北山拓、島田和正、石川隼、冨田直伸、浜崎綾、高橋正尚、登内翼斗、大村昂平、川上惇、玉置遼、間島陸、城山海周、岡耕平/城間康男、津野若菜、大野悟、黒岩栄治、樋川優美、渡辺由貴
- GP：戸渡和孝、太田一平
- プロデューサー：三浦淳、北口富紀子、宮崎鉄平、江本薫、中村峰子/神夏磯秀、武井大樹、内藤豊、服部有紀子/土田芳美、後藤夏美、石川敬大、金佐智絵、安部公代、岡村恭子、千葉洋美、青木広美、竹岡直弘
- 演出：山田賢太郎
- 総合演出：萬匠祐基
- チーフプロデューサー：中嶋優一
- 制作：フジテレビ編成制作局制作センター第二制作室
- 制作著作：フジテレビ

### クセスゴ歌謡祭
- 企画：狩野雄太
- ナレーター：服部潤
- 美術制作：木村文洋
- デザイン：鈴木賢太
- アートコーディネーター：塩谷達郎
- SW：池田幸宏
- VE：武田和浩
- AUD：小清水健治
- 編集：青柳宇恭
- MA：鈴木久美子
- 音響効果：松長芳樹
- 音源提供：JOYSOUND
- ディレクター：扇山篤司、高瀬康宏、水口健司、伊藤雄太、津宏典、泉貴晶
- プロデューサー：肥後篤人
- 総合演出：名城ラリータ
- チーフプロデューサー：加藤大